# Trigonia reticulata
Trigonia reticulata là một loài thực vật có hoa trong họ Trigoniaceae. Loài này được Lleras miêu tả khoa học đầu tiên năm 1978.